# Šamac
Šamac (kyrilliska: Шамац, tidigare: Bosanski Šamac) är en ort i kommunen Šamac i Serbiska republiken i nordöstra Bosnien och Hercegovina. Orten ligger vid floderna Bosna och Savas sammanflöde, på gränsen till Kroatien. På andra sidan floden ligger staden Slavonski Šamac. Šamac hade 5 133 invånare vid folkräkningen år 2013.
Av invånarna i Šamac är 67,19 % serber, 24,41 % bosniaker, 4,42 % kroater och 0,37 % bosnier (2013).